# Catanthera multiflora
Catanthera multiflora là một loài thực vật có hoa trong họ Mua. Loài này được (Stapf) M.P. Nayar mô tả khoa học đầu tiên năm 1969.